# Ambasada Dominikany w Brukseli
Ambasada Dominikany w Brukseli – misja dyplomatyczna Republiki Dominikańskiej w Królestwie Belgii.
Ambasador Republiki Dominikańskiej w Brukseli oprócz Królestwa Belgii akredytowany jest również m.in. w Wielkim Księstwie Luksemburga oraz przy Unii Europejskiej.

## Siedziba
Ambasada mieści się w Brukseli przy Avenue Louise 251, jednakże de facto najbliżej terytorialnie Polski jest placówka Dominikany w Berlinie przy Cicerostraße 21 (2020). 